# Эрнандес Эрнандес, Алехандро Хосе
Алехандро Хосе Эрнандес Эрнандес (исп. Alejandro José Hernández Hernández; род. 10 ноября 1982, Лансароте, Канарские острова) — испанский футбольный судья. Судья ФИФА с 2014 года.

## Карьера
Алехандро Эрнандес Эрнандес работает в качестве арбитра на матчах чемпионата Испании по футболу во Втором дивизионе с 2007 года. Он работал судьёй на ответном матче повышения 2012 года между футбольным клубом «Реал Вальядолид» и «Алькоркон» (1:1). В высшем дивизионе Испании стал обслуживать матчи в качестве главного судьи с 2012 года. Дебютировал в Первом дивизионе Испании 20 августа 2012 года в матче «Реал Сарагоса» против футбольного клуба «Реал Вальядолид» (0:1).
2 апреля 2016 года судил Эль-Класико на стадионе «Камп Ноу» в матче, в котором чествовали Йохана Кройфа и который закончился со счетом 1:2 в пользу «Реала».
Руководил ответным матчем за Суперкубок Испании 2016 года между «Барселоной» и «Севильей» (3:0).
С 2014 года внесен в список ФИФА и судит международные футбольные матчи.